# Benoît Bellot
Pour les articles homonymes, voir Bellot.
Pas d'image ? Cliquez ici

a Compétitions nationales et continentales officielles uniquement.

b Matchs officiels uniquement.
Benoît Bellot (né le 13 mars 1971 à Albi) est un joueur français de rugby à XV. Il mesure 1,80 m et pèse 85 kg. 

## Biographie
International scolaire et France B, Benoît Bellot a joué en club pour Graulhet pendant sept saisons.
Toutefois licencié au SCG, Benoît Bellot est sélectionné avec la sélection de Midi-Pyrénées contre l’Afrique du Sud.
Puis il remporte la coupe André Moga en 1994.
En 1995-1996, alors que Graulhet ne se maintient pas dans l'élite réduite à 20 clubs, il signe à l'USA Perpignan au poste de demi-d'ouverture.
Blessé lors des phases finales 1998, il ne participe pas à la finale opposant le club catalan au Stade Français CASG.
Il évolue au total 14 ans en première division.
Le 11 novembre 1997, il joue avec les Barbarians français contre l'Afrique du Sud à Biarritz. Les Baa-Baas s'imposent 40 à 22.

## Palmarès
- Vainqueur du Challenge de l'Espérance en 1994 avec le SC Graulhet.
- Finaliste du Championnat de France de première division en 1998 avec l'USA Perpignan